# Atomic Betty
Atomic Betty (Betty Atómica en Hispanoamérica), retitulada Atomic Betty: Mission Earth para la tercera y última temporada es una serie animada franco-canadiense de ciencia fantástica y comedia producida por Atomic Cartoons, Breakthrough Entertainment y Tele Images Kids, junto con Marathon Media que se une para la tercera temporada. La producción también cuenta con financiación de Teletoon en Canadá, Phil Roman Entertainment (sin acreditar) en EE. UU. y M6 (temporadas 1 y 2) y Télétoon (temporada 3) en Francia.
En Canadá, la serie se emitió originalmente en Teletoon del 29 de agosto de 2004 al 29 de enero de 2008 y duró tres años. En Francia, se emitió en M6 de 2004 a 2005 y posteriormente en Télétoon+ de 2006 a 2008. En Estados Unidos, se estrenó en Cartoon Network del 17 de septiembre de 2004 al 1 de enero de 2006 y en The Hub (ahora conocido como "Discovery Family") de 2010 al 14 de octubre de 2011, junto con su tercera y última temporada.

## Sinopsis
Elizabeth "Betty" Barrett es una chica normal que vive en Moose Jaw Heights (un suburbio ficticio de Moose Jaw, Saskatchewan) y disfruta de la escuela, fantasear con vivir en el espacio exterior, ver películas de ciencia ficción y cantar en su banda. Sin embargo, aunque sus amigos y familiares lo desconozcan, también es miembro de los Guardianes Galácticos, un equipo de élite dedicado a la lucha contra el crimen interestelar y a la aplicación de la ley. Como "Betty Atómica", con la ayuda de sus dos aliados, el piloto alienígena Sparky (Chispa en Hispanoamérica) y un robot llamado X-5, se enfrenta al malvado señor supremo Máximo I.Q. y a su sirviente Mínimo P.U., así como a otros supervillanos y criminales intergalácticos. A pesar de ser bastante modesta en la Tierra, Betty Atómica es una superestrella en toda la galaxia e incluso tiene un grupo de personas que la consideran su modelo a seguir.
En cada episodio, ocurre una crisis en algún lugar de la galaxia, generalmente mientras Betty pasa tiempo con sus amigos y familiares. Invariablemente, su brazalete empieza a sonar y ella huye sola a salvar la galaxia con su traje de batalla superpoderoso de Guardiana Galáctica, que le permite usar una amplia variedad de armas y dispositivos. Acompañada por su tripulación, Betty toma la iniciativa para luchar contra los villanos antes de regresar a casa y explicar su ausencia.
El programa incluye referencias frecuentes a otras obras conocidas de la cultura pop, especialmente de ciencia ficción, como Star Wars, The Matrix y Transformers.

## Personajes
- Elizabeth "Betty" Barrett es la protagonista principal de la serie, una chica humana que se autodenomina Betty Atómica, la Guardiana Galáctica. Betty es experta en combate cuerpo a cuerpo, kickboxing y karate, y además está equipada con una amplia variedad de brazaletes de Guardiana Galáctica, que albergan un dispositivo de comunicación y controles remotos para su nave espacial y su teletransportador, además de una variedad de dispositivos y armas. Su brazalete también tiene una función de disfraz holográfico y le otorga telequinesis básica.
- Sparky (Chispa en Hispanoamérica) es el teniente y piloto alienígena de Betty. Aunque a veces es imprudente y suele estar más interesado en comer, surfear o las chicas que en su misión, es muy leal a Betty y siempre se esfuerza por dar lo mejor de sí.
- X-5 es un robot flotante, rectangular y amarillo. Suele soltar demasiada información en momentos inoportunos y se toma las cosas excepcionalmente en serio, lo que suele irritar a Sparky. Ambos mantienen una relación de trabajo, aunque a regañadientes, respetuosa.
- Maximus I.Q. (Máximo I.Q. en Hispanoamérica) es un señor extraterrestre con apariencia de gato siamés y el archienemigo de los Guardianes Galácticos.
- Minimus P.U. (Mínimo P.U. en Hispanoamérica) es un extraterrestre con forma de gato que sirve a Maximus. Tiene dos caras, la primera es más amable y sumisa y la segunda es más malévola.
- Almirante DeGill es un extraterrestre con aspecto de pez y miembro fundador de los Guardianes Galácticos. Es el superior de Betty y le asigna misiones.

## Episodios
| Temporada | Temporada | Segmentos | Episodios | Episodios | Emisión original         | Emisión original    |
| Temporada | Temporada | Segmentos | Episodios | Episodios | Primera emisión          | Última emisión      |
| --------- | --------- | --------- | --------- | --------- | ------------------------ | ------------------- |
|           | 1         | 52        | 26        | 26        | 29 de agosto de 2004     | 22 de enero de 2005 |
|           | 2         | 53        | 27        | 27        | 7 de octubre de 2005     | 23 de junio de 2006 |
|           | 3         | 52        | 26        | 26        | 28 de septiembre de 2007 | 29 de enero de 2008 |

## Producción
Atomic Cartoons, con sede en Vancouver, Columbia Británica, escribió los guiones y produjo la animación del programa con Adobe Flash. Tele Images Kids produjo la animación y la dirección de voz para la versión en francés del programa. Breakthrough Animation, a través de su filial de distribución, se encargó de la distribución mundial fuera de Canadá, excepto España y Portugal.
Se produjeron tres temporadas del programa, con un total de 78 episodios de media hora o 156 de un cuarto de hora, según el formato de emisión en cada mercado. También hay un especial navideño de una hora titulado Atomic Betty: The No-L 9. La primera temporada tuvo un presupuesto de U$S 9 millones.

### Secuela cancelada
En 2010, Atomic Cartoons anunció la producción de una secuela titulada Atomic Betty Redux. El programa presentaría a Betty Atómica, de 17 años, su yo adolescente del futuro, que se presentó por primera vez en el final de dos partes, "The Future Is Now!".
Su estreno estaba previsto para finales de 2013 o mediados de 2014, pero su desarrollo se vio truncado poco después. A principios de 2019, un usuario de Reddit envió un correo electrónico a Atomic Cartoons sobre la serie, y la respuesta fue que la serie planeada se había cancelado debido al deseo del estudio de animación de centrarse en sus nuevos proyectos.

## Reparto
| Personaje                               | Actor de voz original    | Actor de doblaje (Latinoamérica) | Actor de doblaje (España) |
| --------------------------------------- | ------------------------ | -------------------------------- | ------------------------- |
| Elizabeth "Betty" Barrett/Betty Atómica | Tajja Isen               | Klaudia Kotte                    | Nuria Marín Picó          |
| Papá de Betty                           | Patrick McKenna          | Hernando Montenegro              | ¿?                        |
| Mamá de Betty                           | Kristina Nicoll          | María Isabel Cortés              | Estíbaliz Lizárraga       |
| Iciclia                                 | Kristina Nicoll          | Vilma Vera                       | ¿?                        |
| Almirante DeGill                        | Adrian Truss             | Orlando Arenas                   | José Manuel Cortizas      |
| X-5                                     | Bruce Hunter             | Jorge Solórzano                  | Anselmo Herrero           |
| Chispa                                  | Rick Miller              | Mario Gutiérrez                  | Alberto Escobal           |
| Máximo I.Q.                             | Colin Fox                | José Manuel Cantor               | Víctor Prieto             |
| Mínimo P.U.                             | Len Carlson (Temps. 1-2) | Gonzalo Rojas                    | Txemi del Olmo            |
| Mínimo P.U.                             | Dwayne Hill (Temp. 3)    | ¿?                               | Txemi del Olmo            |
| Noah Parker                             | Laurie Elliott           | Carlos Alberto Gutiérrez         | Pilar Ferrero             |
| Noah Parker                             | Laurie Elliott           | Carlos Alberto Gutiérrez         | Ana Begoña Egileor        |
| Duncan Paine                            | Peter Oldring            | Javier Rodríguez Castellanos     | ¿?                        |
| Penélope Lang                           | Catherine Disher         | Rocío Bermúdez                   | Eba Ojanguren             |
| Sarah                                   | Catherine Disher         | Diana Beltrán                    | ¿?                        |
| Megan                                   | Stephanie Morgenstern    | Shirley Marulanda                | Estíbaliz Lizárraga       |
| Infantor                                | Jonathan Wilson          | Raúl Forero                      | ¿?                        |
| Camaleón                                | Cliff Saunders           | Armando Duque                    | ¿?                        |
| Dylan                                   | Dwayne Hill              | Andrés Palacio                   | Antón Palomar             |
| Director Peterson                       | Dwayne Hill              | ¿?                               | José Manuel Cortizas      |
| Dr. Cerebro                             | Dwayne Hill              | John Grey                        | ¿?                        |
| Zulia                                   | Kathleen Laskey          | Nancy Cortés                     | ¿?                        |
| Paloma                                  | Alexandra Lai            | Ani Sánchez                      | Alazne Erdozia            |
| Beatrixo (Abuela de Betty)              | Jayne Eastwood           | ¿?                               | Alazne Erdozia            |
| Tía Matter                              | Debra McGrath            | ¿?                               | Sonia Torrecilla          |
| Regeena                                 | Leah Renée Cudmore       | ¿?                               | Rosa Romay                |
| Chaz                                    | Scott McCord             | ¿?                               | Jaime de Diego            |
| Kyle                                    | Cole Caplan              | Carlos Alberto Ramírez           | ¿?                        |

## Medios de comunicación televisivos y domésticos
Atomic Betty se estrenó en Teletoon en Canadá el 29 de agosto de 2004. La serie se emitió anteriormente en Cartoon Network del 17 de septiembre de 2004 al 1 de enero de 2006 en los EE. UU. y en The Hub (ahora conocido como "Discovery Family") del 10 de octubre de 2010 al 12 de octubre de 2011. Se emitió por primera vez en CITV en el Reino Unido el 1 de noviembre de 2004, el programa continuó transmitiéndose y luego se volvió a emitir en CITV hasta que se retiró de la programación después de 6 o 7 años en algún momento de 2011. Starz Kids and Family anteriormente retomó la serie, pero solo para su primera temporada porque la segunda y la tercera eran demasiado caras para que la marca Starz las pudiera permitir hasta que luego se eliminó de su programación matutina de lunes a viernes. Recientemente, Kartoon Channel, un canal de transmisión de dibujos animados basado en la web, ahora transmite las tres temporadas del programa. También se transmitió repeticiones en Canadá en Cartoon Network hasta 2015 y en BBC Kids hasta que el canal cerró en 2018.
Warner Home Video (empresa hermana de la cadena estadounidense Cartoon Network) lanzó dos volúmenes en DVD el 18 de octubre de 2005 en la Región 1 y el 6 de febrero de 2006 en Japón. Cada lanzamiento contenía ocho episodios de la primera temporada . En los otros dos volúmenes, se planearon "Betty Powers Up!" y "Betty Blasts Off!", pero se cancelaron.
Paramount realizó Betty Atómica en VHS en el día 23 de noviembre de 2004, que contiene 21 minutos de película llamado Atomic Betty: Navidades explosivas. Tres años después, Luk Internacional lanzó ese mismo título en DVD el 8 de noviembre de 2006.
Warner Bros. realizó Betty Atómica en DVD el 18 de octubre del 2005, que contiene 16 episodios de 15 minutos de la primera temporada.
| Título del DVD | Temporada(s) | Número de episodios | Fecha de lanzamiento  |
| --- | ------------ | ------------------- | --------------------- |
| |              |                     |                       |
| Betty, Set, Go! | 1            | 8                   | 18 de octubre de 2005 |
| La compilación de la primera temporada incluyó "Toxic Talent", "Spindly Tam Kanushu", "Atomic Roger", "Furball for the Sneeze", "The Really Big Game", "But the Cat Came Back", "The Doppelganger" y "The Incredible Shrinking Betty". Contenido adicional: "Toughest Chick in the Alien World" video musical de Betty Atómica.                           |              |                     |                       |
| |              |                     |                       |
| |              |                     |                       |
| Betty to the Rescue! | 1            | 8                   | 18 de octubre de 2005 |
| La compilación de la primera temporada incluyó "Maximus Displeasure", "Cosmic Cake", "The Attack of the Evil Baby", "Crass Menagerie", "The Trouble with Triplets", "The Substitute", "Infantor Rules" y "Best (Mis)Laid Plans". Entre los extras se incluyen: "I Remember When", una entrevista animada donde Maximus y Minimus hablan de Betty Atómica. |              |                     |                       |
| |              |                     |                       |

## Recepción
Atomic Betty recibió críticas tanto positivas como mixtas de los críticos y del público, pero desde entonces se ha convertido en una serie de culto.
Emily Ashby, de Common Sense Media, le otorgó al programa cuatro estrellas de cinco, afirmando que "existe igualdad de oportunidades" y que "supera a sus competidores televisivos al incluir mensajes valiosos". También afirmó que el contenido del programa "no presenta nada preocupante para el público infantil al que se dirige, salvo un poco de humor escandaloso y algunas breves riñas entre el equipo de Betty y los villanos. Sin embargo, al final, ninguno de estos pequeños defectos empaña el mayor valor del programa: su respetable heroína".  Anita Gates, de The New York Times, afirma que "por confirmar".

## Mercancías

### Banda sonora
Atomic Betty es la banda sonora oficial de la serie de televisión homónima. Fue lanzada por Koch Records (ahora MNRK Music Group) el 8 de noviembre de 2005 e incluye algunas canciones interpretadas por el personaje principal de la serie, Betty Barrett, con la voz de la actriz y cantante Tajja Isen. Ella escribió y grabó este álbum en 2004. En 2017, el álbum aún está disponible en iTunes y Amazon.
| Atomic Betty |                                |          |  |
| N.º          | Título                         | Duración |  |
| 1.           | «Atomic Betty Theme Song»      | 2:25     |  |
| 2.           | «Supersonic Tronic Kinda Girl» | 4:09     |  |
| 3.           | «Alien Ball (Do The Betty!)»   | 3:22     |  |
| 4.           | «Dog Star Sirius»              | 2:30     |  |
| 5.           | «A Feeling Called Love»        | 4:47     |  |
| 6.           | «Hold On»                      | 3:53     |  |
| 7.           | «Back In Space»                | 2:01     |  |
| 8.           | «This Cat Is Coming After You» | 3:19     |  |
| 9.           | «That's What I Do»             | 4:12     |  |
| 10.          | «Don't Surrender»              | 4:14     |  |
| 33:32        |                                |          |  |

### Videojuegos
Un videojuego basado en el programa desarrollado por Big Blue Bubble fue lanzado para Game Boy Advance en Europa el 25 de agosto de 2005 y en Norteamérica el 25 de octubre de 2005. Un juego Java para teléfonos móviles, titulado Atomic Betty - Part 1, fue desarrollado por GlobalFun y Breakthrough New Media y publicado en 2010.

### Juguetes y figuras de acción
La empresa de juguetes Playmates Toys, con sede en Hong Kong, fue elegida durante la primera emisión del programa de televisión Atomic Betty en Canadá para producir una línea de juguetes coincidente. Esta línea incluía una variedad de muñecas del personaje Betty Barrett (hechas de goma, tela, nailon y silicona), que presentaban tanto su icónico vestido rosa y blanco como su atuendo habitual, junto con un suéter amarillo y una falda verde. Las muñecas tenían pelo de nailon que se podía cepillar y peinar, similar al de las muñecas de moda populares de la época, como Barbie y Bratz de Mattel. En 2004 se lanzó una "Muñeca Betty que Habla", que decía el eslogan del personaje "¡Atomic Betty, reporting for duty! (¡Betty Atómica reportándose!)" al presionar un botón en su vientre. La muñeca funcionaba con pilas AAA y tenía el mismo pelo de nailon que las versiones más pequeñas. Otros juguetes de Playmates incluían pequeñas figuras de plástico de los principales personajes secundarios y una gran "Nave Estelar Transformable" de plástico en el que ciertas muñecas Betty podían caber y viajar. Fuera de Canadá, la compañía de juguetes británica Character produjo una línea de muñecas Betty Barrett para el público británico, lanzando un anuncio de televisión en CITV para promocionarlas en 2005. La línea de muñecas de Character era muy similar a la de Playmates, pero Character solo fabricaba muñecas de Betty, no de ningún personaje secundario. Los accesorios incluían una casa de juegos de plástico, con un estilo similar al de la casa donde Betty vivía en la serie.